# Jordan Henderson
Jordan Brian Henderson (Sunderland, 17 giugno 1990) è un calciatore inglese, centrocampista del Brentford e della nazionale inglese, con cui è stato vicecampione d'Europa nel 2021.
Ha legato la sua carriera principalmente al Liverpool, in cui ha militato, ininterrottamente, dal 2011 al 2023, affermandosi come uno dei perni del centrocampo della squadra e della nazionale inglese.
Con i Reds ha vinto due Football League Cup nel 2012 e nel 2022, una UEFA Champions League, una Supercoppa UEFA, una Coppa del mondo per club FIFA, tutte nel 2019, una Premier League nel 2020, una FA Cup ed una FA Community Shield nel 2022.

## Caratteristiche tecniche
Può giocare da centrocampista centrale, esterno destro o trequartista.
Nel 2010 è stato inserito nella lista dei migliori calciatori nati dopo il 1989 stilata da Don Balón. Attualmente gioca stabilmente in mezzo al campo.
Descritto come un "centrocampista atletico e laborioso", Henderson ha sviluppato il suo gioco durante il suo periodo al Liverpool, evolvendo in un giocatore più completo; in particolare, l'ex giocatore del Liverpool Danny Murphy ha notato che il suo raggio di passaggio è aumentato, cosa che gli ha permesso di assumere un ruolo sempre più creativo per la sua squadra. Inoltre, pressa costantemente in alto sul campo ogni volta che l'opposizione è in possesso. Oltre alle doti fisiche e alle abilità calcistiche, è stato anche lodato per la sua intelligenza tattica, la costanza, e la sua leadership sia dentro che fuori dal campo. È inoltre noto per la sua capacità di vincere contrasti, trasportare la palla in avanti e fare corse offensive dal centrocampo per arrivare in buone posizioni offensive.

## Carriera

### Club

#### Gli inizi, Sunderland
Henderson ha frequentato la Farringdon Community Sports College, prima di diventare un calciatore del Sunderland. Ha giocato la prima gara con i Black Cats il 1º novembre 2008, entrando in campo da sostituto nella sconfitta per cinque a zero della sua squadra contro il Chelsea. Il debutto da titolare, invece, è arrivato nella Football League Cup, in un incontro casalingo disputato con il Blackburn Rovers, giocato il 12 novembre dello stesso anno e vinto dagli ospiti per due a uno.

#### Coventry City
A gennaio 2009, si è trasferito al Coventry City, in Championship, in prestito per un mese. Ha esordito con la nuova squadra nella sconfitta in trasferta per due a uno contro il Derby County. Il 23 febbraio 2009, è stato annunciato il prolungamento del prestito del calciatore fino al termine della stagione.
Henderson ha espresso la sua gioia per la permanenza a Coventry e ha così potuto segnare qui la sua prima rete da professionista, ai danni del Norwich City, il 29 febbraio.
Durante il prestito al Coventry City, però, Henderson si è fratturato l'osso del quinto metatarso ed è così tornato al Sunderland anticipatamente, l'8 aprile 2009.

#### Ritorno al Sunderland
Nel campionato 2009-2010, Henderson si è imposto nella prima squadra del Sunderland e ha accumulato diverse presenze in squadra. Ha anche siglato la prima rete col club al terzo turno della Football League Cup contro il Birmingham City. Successivamente, il 19 dicembre 2009, ha realizzato anche la prima marcatura in campionato, nella sconfitta per quattro a tre contro il Manchester City.
Henderson ha passato la maggior parte della stagione sulla fascia destra del centrocampo, ma ha giocato anche da centrale quando Lee Cattermole è stato assente: la sua versatilità e la consistenza delle sue prestazioni gli hanno fatto guadagnare un rinnovo di contratto quinquennale, legandosi così al Sunderland fino al 2015. Ha anche vinto il premio di "Giovane dell'anno" per i suoi tifosi.
In totale, in quella che è stata praticamente la prima stagione professionistica col Sunderland, ha vinto un riconoscimento personale, ha segnato due reti e ha realizzato sei assist tra tutte le competizioni.
La stagione successiva è cominciata bene per Henderson, che ha segnato due reti nelle amichevoli pre-stagionali, entrambi in trasferta e contro Leicester City e Hoffenheim. Pochi giorni dopo, il 13 agosto, il Sunderland ha assegnato i nuovi numeri di maglia ed Henderson è passato dal 16 al 10, cioè l'ex-numero della leggenda del club Kevin Phillips.

#### Liverpool

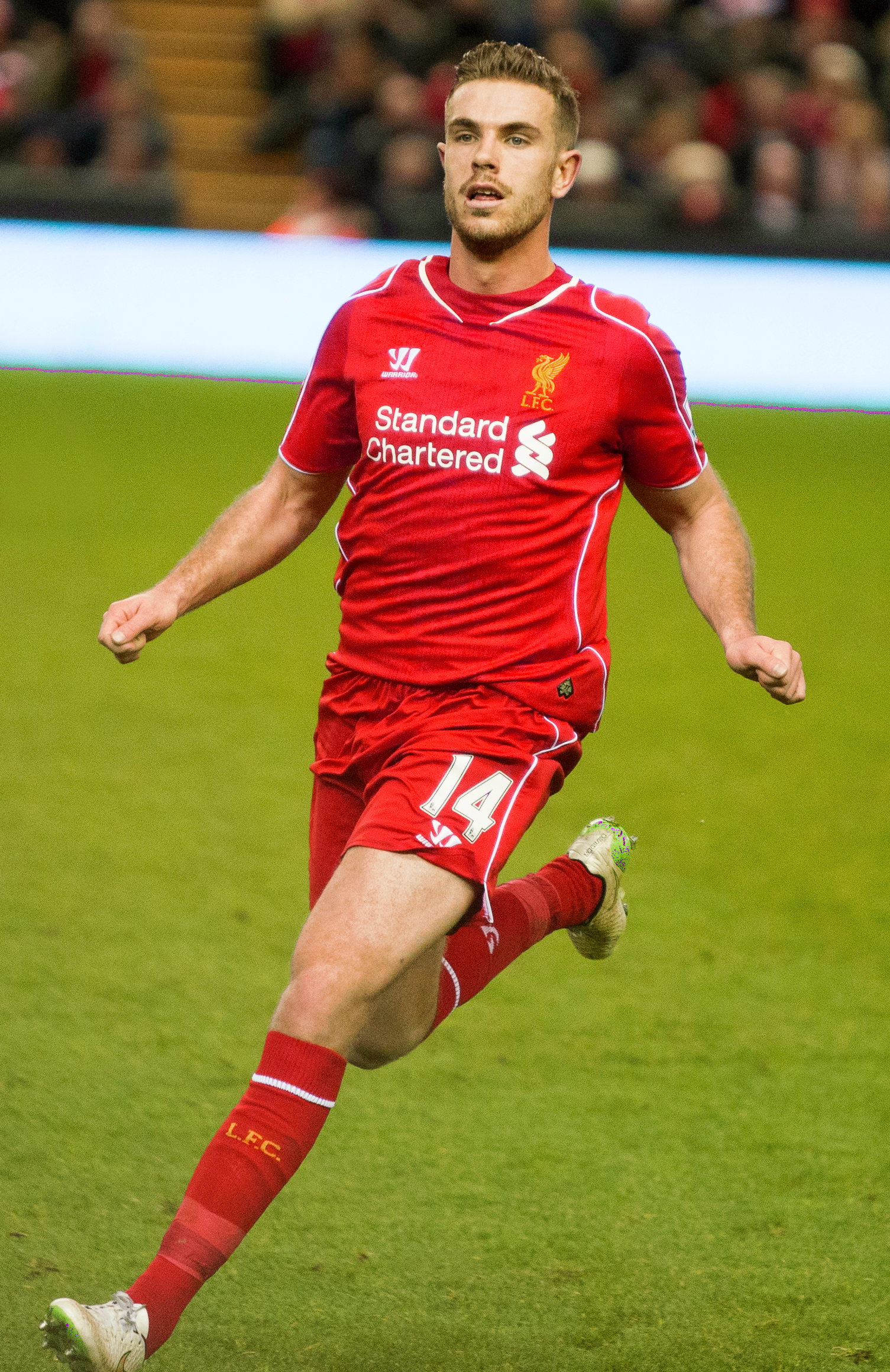
Henderson con la maglia del Liverpool nel 2014.

L'8 giugno 2011 il Sunderland ufficializza il passaggio del calciatore, a titolo definitivo, al Liverpool per 16 milioni di sterline. Il 13 agosto 2011 fa il suo esordio con i Reds proprio contro il Sunderland, nella gara terminata col risultato di 1-1. Il 27 agosto 2011 segna il suo primo gol con la maglia dei Reds alla terza giornata della Premier League contro il Bolton.
Il 15 settembre 2014, in seguito alla partenza di Daniel Agger, viene nominato vice-capitano del club. Il 23 aprile 2015 rinnova il suo contratto con il Liverpool fino al 2020.
Nella stagione 2015-2016, dopo l'addio di Steven Gerrard, diventa ufficialmente il capitano della squadra. Durante la stagione viene però fermato continuamente da un infortunio: saranno solo 26, infatti, le presenze totali del giocatore e 2 le reti realizzate. Nella stagione successiva, trova la prima presenza nel big match vinto 4-3 sul campo dell'Arsenal, valevole per la prima giornata di campionato. Il 16 settembre 2016 segna il primo gol stagionale nel big match vinto 2-1 in casa del Chelsea.
Nella stagione 2018-2019 sfiora la vittoria della Premier League, ma alla fine i Reds devono accontentarsi del secondo posto dietro al Manchester City. Più fortunato il cammino in Champions League: il 1º giugno 2019 il Liverpool batte 2-0 il Tottenham ed Henderson può sollevare il trofeo da capitano.
Nella stagione 2019-2020 arrivano i successi in Supercoppa UEFA e nel Mondiale per club, ma soprattutto quello nel campionato inglese, a distanza di 30 anni dall'ultima volta. Henderson diventa il primo capitano del Liverpool ad alzare il trofeo della Premier League.

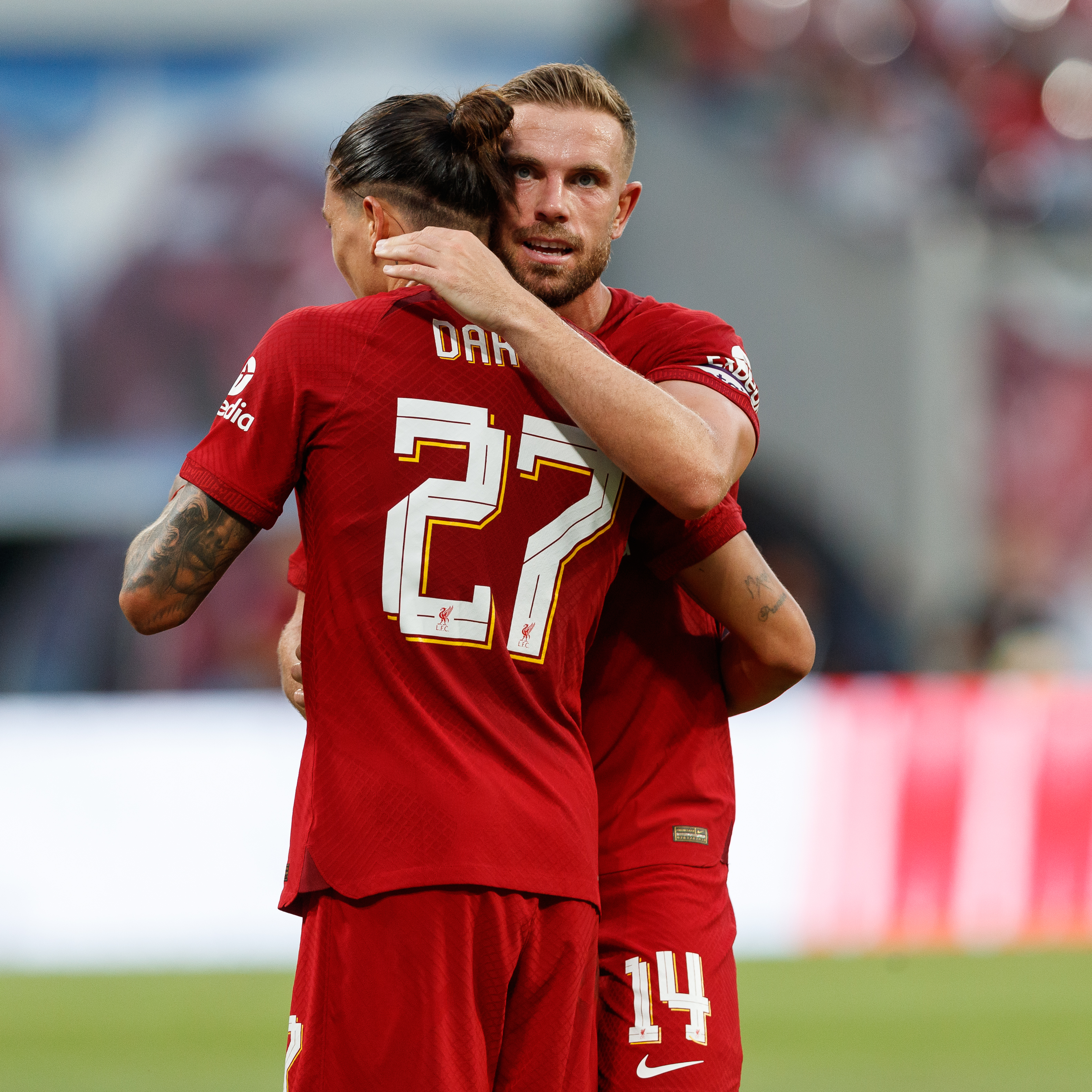
Henderson (a destra) con il compagno Darwin Núñez al nel 2022

Complessivamente con il Liverpool in 12 anni mette insieme 492 presenze, 33 reti e 61 assist vincendo 8 trofei.

#### Al-Ettifaq e Ajax
Il 27 luglio 2023 si trasferisce all'Al-Ettifaq, squadra della massima divisione saudita con cui sottoscrive un contratto triennale da 30 milioni di euro a stagione. Dopo soli sei mesi chiede di essere ceduto per tornare in Europa, risolvendo il contratto con la società araba.
Il 18 gennaio 2024 firma un contratto di due anni e mezzo con l'Ajax di cui diventa capitano. Segna il suo primo gol con i lancieri il 18 maggio 2025 all’ultima giornata di campionato contro il Twente (2-0). Dopo 57 presenze ed 1 gol complessivi, il 10 luglio 2025 risolve il proprio accordo con i lancieri con un anno d'anticipo rispetto alla scadenza naturale.

#### Brentford
Il 15 luglio 2025 ritorna in Inghilterra, firmando un contratto biennale con il Brentford.

### Nazionale

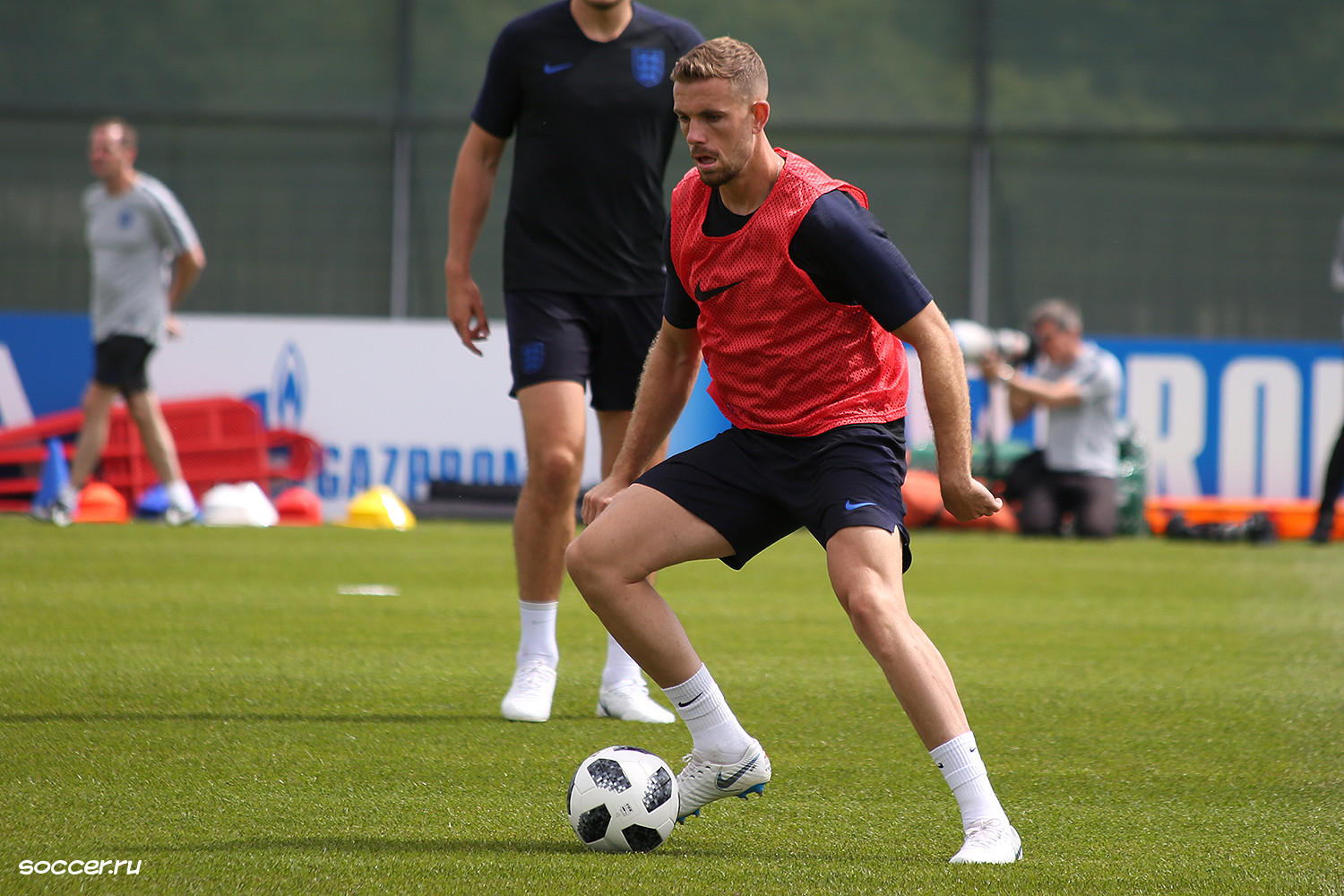
Henderson in allenamento con la nazionale inglese nel 2018.

Henderson gioca per tre delle rappresentative giovanili dell'Inghilterra: Inghilterra under 19, Inghilterra under 20 e Inghilterra under 21.
Debutta con la nazionale maggiore il 17 novembre 2010 nell'amichevole giocata a Wembley contro la Francia. Il 31 maggio 2012 il CT della nazionale inglese Roy Hodgson annuncia la sua convocazione ad Euro 2012 al posto di Frank Lampard, infortunato; nella manifestazione continentale scende in campo in due occasioni.
Convocato anche per i Mondiali in Brasile del 2014, Henderson gioca due partite, conclusesi con due sconfitte di misura. Viene convocato anche per gli Europei 2016 in Francia, competizione in cui scende in campo in una sola occasione.
L'11 ottobre 2016 indossa per la prima volta la fascia da capitano dell'Inghilterra, in occasione della partita di qualificazione al campionato del mondo 2018 disputata a Lubiana contro la Slovenia.
Convocato per il campionato del mondo 2018, nella manifestazione intercontinentale scende in campo in cinque occasioni.
Convocato per Euro 2020, gioca cinque partite tutte da subentrato, fra cui anche la finale persa contro l'Italia. Segna il suo primo gol in nazionale il 3 luglio 2021 allo Stadio Olimpico di Roma contro l'Ucraina, nella gara valida per i quarti di finale.

## Statistiche

### Presenze e reti nei club
Statistiche aggiornate al 18 maggio 2025. 
| Stagione          | Squadra           | Campionato        | Campionato | Campionato | Coppe nazionali | Coppe nazionali | Coppe nazionali | Coppe continentali | Coppe continentali | Coppe continentali | Altre coppe | Altre coppe | Altre coppe | Totale | Totale |
| Stagione          | Squadra           | Comp              | Pres       | Reti       | Comp            | Pres            | Reti            | Comp               | Pres               | Reti               | Comp        | Pres        | Reti        | Pres   | Reti   |
| ----------------- | ----------------- | ----------------- | ---------- | ---------- | --------------- | --------------- | --------------- | ------------------ | ------------------ | ------------------ | ----------- | ----------- | ----------- | ------ | ------ |
| 2008-gen. 2009    | Sunderland        | PL                | 1          | 0          | FACup+CdL       | 0+1             | 0               | -                  | -                  | -                  | -           | -           | -           | 2      | 0      |
| gen.-giu. 2009    | Coventry City     | FLC               | 10         | 1          | FACup+CdL       | 3+0             | 0               | -                  | -                  | -                  | -           | -           | -           | 13     | 1      |
| 2009-2010         | Sunderland        | PL                | 33         | 1          | FACup+CdL       | 2+3             | 0+1             | -                  | -                  | -                  | -           | -           | -           | 38     | 2      |
| 2010-2011         | Sunderland        | PL                | 37         | 3          | FACup+CdL       | 1+1             | 0               | -                  | -                  | -                  | -           | -           | -           | 39     | 3      |
| Totale Sunderland | Totale Sunderland | Totale Sunderland | 71         | 4          |                 | 8               | 1               |                    | -                  | -                  |             | -           | -           | 79     | 5      |
| 2011-2012         | Liverpool         | PL                | 37         | 2          | FACup+CdL       | 5+6             | 0               | -                  | -                  | -                  | -           | -           | -           | 48     | 2      |
| 2012-2013         | Liverpool         | PL                | 30         | 5          | FACup+CdL       | 2+2             | 0               | UEL                | 10                 | 1                  | -           | -           | -           | 44     | 6      |
| 2013-2014         | Liverpool         | PL                | 35         | 4          | FACup+CdL       | 3+2             | 0+1             | -                  | -                  | -                  | -           | -           | -           | 40     | 5      |
| 2014-2015         | Liverpool         | PL                | 37         | 6          | FACup+CdL       | 7+4             | 0               | UCL+UEL            | 5+1                | 1+0                | -           | -           | -           | 54     | 7      |
| 2015-2016         | Liverpool         | PL                | 17         | 2          | FACup+CdL       | 0+3             | 0               | UEL                | 6                  | 0                  | -           | -           | -           | 26     | 2      |
| 2016-2017         | Liverpool         | PL                | 24         | 1          | FACup+CdL       | 0+3             | 0               | -                  | -                  | -                  | -           | -           | -           | 27     | 1      |
| 2017-2018         | Liverpool         | PL                | 27         | 1          | FACup+CdL       | 1+1             | 0               | UCL                | 12                 | 0                  | -           | -           | -           | 41     | 1      |
| 2018-2019         | Liverpool         | PL                | 32         | 1          | FACup+CdL       | 0+1             | 0               | UCL                | 11                 | 0                  | -           | -           | -           | 44     | 1      |
| 2019-2020         | Liverpool         | PL                | 30         | 4          | FACup+CdL       | 0+0             | 0               | UCL                | 6                  | 0                  | CS+SU+Cmc   | 1+1+2       | 0           | 40     | 4      |
| 2020-2021         | Liverpool         | PL                | 21         | 1          | FACup+CdL       | 1+0             | 0               | UCL                | 6                  | 0                  | CS          | 0           | 0           | 28     | 1      |
| 2021-2022         | Liverpool         | PL                | 35         | 2          | FACup+CdL       | 5+5             | 0               | UCL                | 12                 | 1                  | -           | -           | -           | 57     | 3      |
| 2022-2023         | Liverpool         | PL                | 35         | 0          | FACup+CdL       | 2+1             | 0               | UCL                | 4                  | 0                  | CS          | 1           | 0           | 43     | 0      |
| Totale Liverpool  | Totale Liverpool  | Totale Liverpool  | 360        | 29         |                 | 54              | 1               |                    | 73                 | 3                  |             | 5           | 0           | 492    | 33     |
| 2023-gen. 2024    | Al-Ettifaq        | SPL               | 17         | 0          | KC              | 2               | 0               | -                  | -                  | -                  | -           | -           | -           | 19     | 0      |
| gen.-giu. 2024    | Ajax              | ED                | 9          | 0          | CO              | -               | -               | UECL               | 3                  | 0                  | -           | -           | -           | 12     | 0      |
| 2024-2025         | Ajax              | ED                | 28         | 1          | CO              | 2               | 0               | UEL                | 15                 | 0                  | -           | -           | -           | 45     | 1      |
| Totale Ajax       | Totale Ajax       | Totale Ajax       | 37         | 1          |                 | 2               | 0               |                    | 18                 | 0                  |             | -           | -           | 57     | 1      |
| 2025-2026         | Brentford         | PL                | -          | -          | FACup+CdL       | -               | -               | -                  | -                  | -                  | -           | -           | -           | -      | -      |
| Totale carriera   | Totale carriera   | Totale carriera   | 480        | 35         |                 | 69              | 2               |                    | 80                 | 3                  |             | 5           | 0           | 634    | 40     |

### Cronologia presenze e reti in nazionale
| Cronologia completa delle presenze e delle reti in nazionale ― Inghilterra | Cronologia completa delle presenze e delle reti in nazionale ― Inghilterra | Cronologia completa delle presenze e delle reti in nazionale ― Inghilterra | Cronologia completa delle presenze e delle reti in nazionale ― Inghilterra | Cronologia completa delle presenze e delle reti in nazionale ― Inghilterra | Cronologia completa delle presenze e delle reti in nazionale ― Inghilterra | Cronologia completa delle presenze e delle reti in nazionale ― Inghilterra | Cronologia completa delle presenze e delle reti in nazionale ― Inghilterra |
| Data                                                                       | Città                                                                      | In casa                                                                    | Risultato                                                                  | Ospiti                                                                     | Competizione                                                               | Reti                                                                       | Note                                                                       |
| -------------------------------------------------------------------------- | -------------------------------------------------------------------------- | -------------------------------------------------------------------------- | -------------------------------------------------------------------------- | -------------------------------------------------------------------------- | -------------------------------------------------------------------------- | -------------------------------------------------------------------------- | -------------------------------------------------------------------------- |
| 17-11-2010                                                                 | Londra                                                                     | Inghilterra                                                                | 1 – 2                                                                      | Francia                                                                    | Amichevole                                                                 | -                                                                          | 49’                                                                        |
| 26-5-2012                                                                  | Oslo                                                                       | Norvegia                                                                   | 0 – 1                                                                      | Inghilterra                                                                | Amichevole                                                                 | -                                                                          | 73’                                                                        |
| 2-6-2012                                                                   | Londra                                                                     | Inghilterra                                                                | 1 – 0                                                                      | Belgio                                                                     | Amichevole                                                                 | -                                                                          | 83’                                                                        |
| 11-6-2012                                                                  | Donec'k                                                                    | Francia                                                                    | 1 – 1                                                                      | Inghilterra                                                                | Euro 2012 - 1º turno                                                       | -                                                                          | 78’                                                                        |
| 24-6-2012                                                                  | Kiev                                                                       | Inghilterra                                                                | 0 – 0 dts (2 – 4 dtr)                                                      | Italia                                                                     | Euro 2012 - Quarti di finale                                               | -                                                                          | 90+4’                                                                      |
| 15-11-2013                                                                 | Londra                                                                     | Inghilterra                                                                | 0 – 2                                                                      | Cile                                                                       | Amichevole                                                                 | -                                                                          | 71’                                                                        |
| 19-11-2013                                                                 | Londra                                                                     | Inghilterra                                                                | 0 – 1                                                                      | Germania                                                                   | Amichevole                                                                 | -                                                                          | 56’                                                                        |
| 5-3-2014                                                                   | Londra                                                                     | Inghilterra                                                                | 1 – 0                                                                      | Danimarca                                                                  | Amichevole                                                                 | -                                                                          | 77’                                                                        |
| 30-5-2014                                                                  | Londra                                                                     | Inghilterra                                                                | 3 – 0                                                                      | Perù                                                                       | Amichevole                                                                 | -                                                                          |                                                                            |
| 4-6-2014                                                                   | Miami Gardens                                                              | Ecuador                                                                    | 2 – 2                                                                      | Inghilterra                                                                | Amichevole                                                                 | -                                                                          | 84’                                                                        |
| 7-6-2014                                                                   | Miami Gardens                                                              | Inghilterra                                                                | 0 – 0                                                                      | Honduras                                                                   | Amichevole                                                                 | -                                                                          | 83’                                                                        |
| 14-6-2014                                                                  | Manaus                                                                     | Inghilterra                                                                | 1 – 2                                                                      | Italia                                                                     | Mondiali 2014 - 1º turno                                                   | -                                                                          | 73’                                                                        |
| 19-6-2014                                                                  | San Paolo                                                                  | Uruguay                                                                    | 2 – 1                                                                      | Inghilterra                                                                | Mondiali 2014 - 1º turno                                                   | -                                                                          | 87’                                                                        |
| 3-9-2014                                                                   | Londra                                                                     | Inghilterra                                                                | 1 – 0                                                                      | Norvegia                                                                   | Amichevole                                                                 | -                                                                          |                                                                            |
| 8-9-2014                                                                   | Basilea                                                                    | Svizzera                                                                   | 0 – 2                                                                      | Inghilterra                                                                | Qual. Euro 2016                                                            | -                                                                          |                                                                            |
| 9-10-2014                                                                  | Londra                                                                     | Inghilterra                                                                | 5 – 0                                                                      | San Marino                                                                 | Qual. Euro 2016                                                            | -                                                                          | 46’                                                                        |
| 12-10-2014                                                                 | Tallinn                                                                    | Estonia                                                                    | 0 – 1                                                                      | Inghilterra                                                                | Qual. Euro 2016                                                            | -                                                                          | 53’ 64’                                                                    |
| 15-11-2014                                                                 | Londra                                                                     | Inghilterra                                                                | 3 – 1                                                                      | Slovenia                                                                   | Qual. Euro 2016                                                            | -                                                                          |                                                                            |
| 27-3-2015                                                                  | Londra                                                                     | Inghilterra                                                                | 4 – 0                                                                      | Lituania                                                                   | Qual. Euro 2016                                                            | -                                                                          | 71’                                                                        |
| 31-3-2015                                                                  | Torino                                                                     | Italia                                                                     | 1 – 1                                                                      | Inghilterra                                                                | Amichevole                                                                 | -                                                                          | 74’                                                                        |
| 7-6-2015                                                                   | Dublino                                                                    | Irlanda                                                                    | 0 – 0                                                                      | Inghilterra                                                                | Amichevole                                                                 | -                                                                          |                                                                            |
| 14-6-2015                                                                  | Lubiana                                                                    | Slovenia                                                                   | 2 – 3                                                                      | Inghilterra                                                                | Qual. Euro 2016                                                            | -                                                                          |                                                                            |
| 26-3-2016                                                                  | Berlino                                                                    | Germania                                                                   | 2 – 3                                                                      | Inghilterra                                                                | Amichevole                                                                 | -                                                                          |                                                                            |
| 22-5-2016                                                                  | Manchester                                                                 | Inghilterra                                                                | 2 – 1                                                                      | Turchia                                                                    | Amichevole                                                                 | -                                                                          | 66’                                                                        |
| 27-5-2016                                                                  | Sunderland                                                                 | Inghilterra                                                                | 2 – 1                                                                      | Australia                                                                  | Amichevole                                                                 | -                                                                          |                                                                            |
| 2-6-2016                                                                   | Londra                                                                     | Inghilterra                                                                | 1 – 0                                                                      | Portogallo                                                                 | Amichevole                                                                 | -                                                                          | 90’                                                                        |
| 20-6-2016                                                                  | Saint-Étienne                                                              | Slovacchia                                                                 | 0 – 0                                                                      | Inghilterra                                                                | Euro 2016 - 1º Turno                                                       | -                                                                          |                                                                            |
| 4-9-2016                                                                   | Trnava                                                                     | Slovacchia                                                                 | 0 – 1                                                                      | Inghilterra                                                                | Qual. Mondiali 2018                                                        | -                                                                          | 64’                                                                        |
| 8-10-2016                                                                  | Londra                                                                     | Inghilterra                                                                | 2 – 0                                                                      | Malta                                                                      | Qual. Mondiali 2018                                                        | -                                                                          |                                                                            |
| 11-10-2016                                                                 | Lubiana                                                                    | Slovenia                                                                   | 0 – 0                                                                      | Inghilterra                                                                | Qual. Mondiali 2018                                                        | -                                                                          | cap.                                                                       |
| 11-11-2016                                                                 | Londra                                                                     | Inghilterra                                                                | 3 – 0                                                                      | Scozia                                                                     | Qual. Mondiali 2018                                                        | -                                                                          |                                                                            |
| 15-11-2016                                                                 | Londra                                                                     | Inghilterra                                                                | 2 – 2                                                                      | Spagna                                                                     | Amichevole                                                                 | -                                                                          | cap.                                                                       |
| 1-9-2017                                                                   | Ta' Qali                                                                   | Malta                                                                      | 0 – 4                                                                      | Inghilterra                                                                | Qual. Mondiali 2018                                                        | -                                                                          | cap.                                                                       |
| 4-9-2017                                                                   | Londra                                                                     | Inghilterra                                                                | 2 – 1                                                                      | Slovacchia                                                                 | Qual. Mondiali 2018                                                        | -                                                                          | cap.                                                                       |
| 5-10-2017                                                                  | Londra                                                                     | Inghilterra                                                                | 1 – 0                                                                      | Slovenia                                                                   | Qual. Mondiali 2018                                                        | -                                                                          |                                                                            |
| 8-10-2017                                                                  | Vilnius                                                                    | Lituania                                                                   | 0 – 1                                                                      | Inghilterra                                                                | Qual. Mondiali 2018                                                        | -                                                                          |                                                                            |
| 7-6-2018                                                                   | Leeds                                                                      | Inghilterra                                                                | 2 – 0                                                                      | Costa Rica                                                                 | Amichevole                                                                 | -                                                                          | cap. 64’                                                                   |
| 18-6-2018                                                                  | Volgograd                                                                  | Tunisia                                                                    | 1 – 2                                                                      | Inghilterra                                                                | Mondiali 2018 - 1º turno                                                   | -                                                                          |                                                                            |
| 24-6-2018                                                                  | Nižnij Novgorod                                                            | Inghilterra                                                                | 6 – 1                                                                      | Panama                                                                     | Mondiali 2018 - 1º turno                                                   | -                                                                          |                                                                            |
| 3-7-2018                                                                   | Tušino                                                                     | Colombia                                                                   | 1 – 1 dts (3 – 4 dtr)                                                      | Inghilterra                                                                | Mondiali 2018 - Ottavi di finale                                           | -                                                                          | 56’                                                                        |
| 7-7-2018                                                                   | Samara                                                                     | Svezia                                                                     | 0 – 2                                                                      | Inghilterra                                                                | Mondiali 2018 - Quarti di finale                                           | -                                                                          | 84’                                                                        |
| 11-7-2018                                                                  | Mosca                                                                      | Croazia                                                                    | 2 – 1 dts                                                                  | Inghilterra                                                                | Mondiali 2018 - Semifinale                                                 | -                                                                          | 97’                                                                        |
| 8-9-2018                                                                   | Londra                                                                     | Inghilterra                                                                | 1 – 2                                                                      | Spagna                                                                     | UEFA Nations League 2018-2019 - 1º turno                                   | -                                                                          | 18’ 64’                                                                    |
| 11-9-2018                                                                  | Leicester                                                                  | Inghilterra                                                                | 1 – 0                                                                      | Svizzera                                                                   | Amichevole                                                                 | -                                                                          | 68’                                                                        |
| 12-10-2018                                                                 | Fiume                                                                      | Croazia                                                                    | 0 – 0                                                                      | Inghilterra                                                                | UEFA Nations League 2018-2019 - 1º turno                                   | -                                                                          | 6’                                                                         |
| 15-11-2018                                                                 | Londra                                                                     | Inghilterra                                                                | 3 – 0                                                                      | Stati Uniti                                                                | Amichevole                                                                 | -                                                                          | 58’                                                                        |
| 22-3-2019                                                                  | Londra                                                                     | Inghilterra                                                                | 5 – 0                                                                      | Rep. Ceca                                                                  | Qual. Euro 2020                                                            | -                                                                          |                                                                            |
| 25-3-2019                                                                  | Podgorica                                                                  | Montenegro                                                                 | 1 – 5                                                                      | Inghilterra                                                                | Qual. Euro 2020                                                            | -                                                                          | 64’ 90+2’                                                                  |
| 6-6-2019                                                                   | Guimarães                                                                  | Paesi Bassi                                                                | 3 – 1 dts                                                                  | Inghilterra                                                                | UEFA Nations League 2018-2019 - Semifinale                                 | -                                                                          | 77’                                                                        |
| 7-9-2019                                                                   | Londra                                                                     | Inghilterra                                                                | 4 – 0                                                                      | Bulgaria                                                                   | Qual. Euro 2020                                                            | -                                                                          | 67’                                                                        |
| 10-9-2019                                                                  | Southampton                                                                | Inghilterra                                                                | 5 – 3                                                                      | Kosovo                                                                     | Qual. Euro 2020                                                            | -                                                                          |                                                                            |
| 11-10-2019                                                                 | Praga                                                                      | Rep. Ceca                                                                  | 2 – 1                                                                      | Inghilterra                                                                | Qual. Euro 2020                                                            | -                                                                          | 90+2’                                                                      |
| 14-10-2019                                                                 | Sofia                                                                      | Bulgaria                                                                   | 0 – 6                                                                      | Inghilterra                                                                | Qual. Euro 2020                                                            | -                                                                          | 4’                                                                         |
| 11-10-2020                                                                 | Londra                                                                     | Inghilterra                                                                | 2 – 1                                                                      | Belgio                                                                     | UEFA Nations League 2020-2021 - 1º turno                                   | -                                                                          | cap. 65’                                                                   |
| 14-10-2020                                                                 | Londra                                                                     | Inghilterra                                                                | 0 – 1                                                                      | Danimarca                                                                  | UEFA Nations League 2020-2021 - 1º turno                                   | -                                                                          | 76’ 85’                                                                    |
| 15-11-2020                                                                 | Lovanio                                                                    | Belgio                                                                     | 2 – 0                                                                      | Inghilterra                                                                | UEFA Nations League 2020-2021 - 1º turno                                   | -                                                                          | 46’                                                                        |
| 6-6-2021                                                                   | Middlesbrough                                                              | Inghilterra                                                                | 1 – 0                                                                      | Romania                                                                    | Amichevole                                                                 | -                                                                          | 46’                                                                        |
| 22-6-2021                                                                  | Londra                                                                     | Rep. Ceca                                                                  | 0 – 1                                                                      | Inghilterra                                                                | Euro 2020 - 1º turno                                                       | -                                                                          | 46’                                                                        |
| 29-6-2021                                                                  | Londra                                                                     | Inghilterra                                                                | 2 – 0                                                                      | Germania                                                                   | Euro 2020 - Ottavi di finale                                               | -                                                                          | 88’                                                                        |
| 3-7-2021                                                                   | Roma                                                                       | Ucraina                                                                    | 0 – 4                                                                      | Inghilterra                                                                | Euro 2020 - Quarti di finale                                               | 1                                                                          | 57’                                                                        |
| 7-7-2021                                                                   | Londra                                                                     | Inghilterra                                                                | 2 – 1 dts                                                                  | Danimarca                                                                  | Euro 2020 - Semifinale                                                     | -                                                                          | 95’                                                                        |
| 11-7-2021                                                                  | Londra                                                                     | Italia                                                                     | 1 – 1 dts (3 – 2 dtr)                                                      | Inghilterra                                                                | Euro 2020 - Finale                                                         | -                                                                          | 74’ 120’                                                                   |
| 2-9-2021                                                                   | Budapest                                                                   | Ungheria                                                                   | 0 – 4                                                                      | Inghilterra                                                                | Qual. Mondiali 2022                                                        | -                                                                          | 88’                                                                        |
| 5-9-2021                                                                   | Londra                                                                     | Inghilterra                                                                | 4 – 0                                                                      | Andorra                                                                    | Qual. Mondiali 2022                                                        | -                                                                          | cap.                                                                       |
| 12-10-2021                                                                 | Londra                                                                     | Inghilterra                                                                | 1 – 1                                                                      | Ungheria                                                                   | Qual. Mondiali 2022                                                        | -                                                                          | 76’                                                                        |
| 12-11-2021                                                                 | Londra                                                                     | Inghilterra                                                                | 5 – 0                                                                      | Albania                                                                    | Qual. Mondiali 2022                                                        | 1                                                                          |                                                                            |
| 26-3-2022                                                                  | Londra                                                                     | Inghilterra                                                                | 2 – 1                                                                      | Svizzera                                                                   | Amichevole                                                                 | -                                                                          |                                                                            |
| 26-9-2022                                                                  | Londra                                                                     | Inghilterra                                                                | 3 – 3                                                                      | Germania                                                                   | UEFA Nations League 2022-2023 - 1º turno                                   | -                                                                          | 90+1’                                                                      |
| 25-11-2022                                                                 | Al Khawr                                                                   | Inghilterra                                                                | 0 – 0                                                                      | Stati Uniti                                                                | Mondiali 2022 - 1º turno                                                   | -                                                                          | 68’                                                                        |
| 29-11-2022                                                                 | Al Rayyan                                                                  | Galles                                                                     | 0 – 3                                                                      | Inghilterra                                                                | Mondiali 2022 - 1º turno                                                   | -                                                                          |                                                                            |
| 4-12-2022                                                                  | Al Khor                                                                    | Inghilterra                                                                | 3 – 0                                                                      | Senegal                                                                    | Mondiali 2022 - Ottavi di finale                                           | 1                                                                          | 82’                                                                        |
| 10-12-2022                                                                 | Al Khor                                                                    | Inghilterra                                                                | 1 – 2                                                                      | Francia                                                                    | Mondiali 2022 - Quarti di finale                                           | -                                                                          | 80’                                                                        |
| 26-3-2023                                                                  | Londra                                                                     | Inghilterra                                                                | 2 – 0                                                                      | Ucraina                                                                    | Qual. Euro 2024                                                            | -                                                                          |                                                                            |
| 16-6-2023                                                                  | Ta' Qali                                                                   | Malta                                                                      | 0 – 4                                                                      | Inghilterra                                                                | Qual. Euro 2024                                                            | -                                                                          | 59’                                                                        |
| 19-6-2023                                                                  | Manchester                                                                 | Inghilterra                                                                | 7 – 0                                                                      | Macedonia del Nord                                                         | Qual. Euro 2024                                                            | -                                                                          | 58’                                                                        |
| 9-9-2023                                                                   | Breslavia                                                                  | Ucraina                                                                    | 1 – 1                                                                      | Inghilterra                                                                | Qual. Euro 2024                                                            | -                                                                          |                                                                            |
| 13-10-2023                                                                 | Londra                                                                     | Inghilterra                                                                | 1 – 0                                                                      | Australia                                                                  | Amichevole                                                                 | -                                                                          | cap. 62’                                                                   |
| 17-10-2023                                                                 | Londra                                                                     | Inghilterra                                                                | 3 – 1                                                                      | Italia                                                                     | Qual. Euro 2024                                                            | -                                                                          | 70’                                                                        |
| 17-11-2023                                                                 | Londra                                                                     | Inghilterra                                                                | 2 – 0                                                                      | Malta                                                                      | Qual. Euro 2024                                                            | -                                                                          | 61’                                                                        |
| 21-3-2025                                                                  | Londra                                                                     | Inghilterra                                                                | 2 – 0                                                                      | Albania                                                                    | Qual. Mondiali 2026                                                        | -                                                                          | 82’                                                                        |
| 24-3-2025                                                                  | Londra                                                                     | Inghilterra                                                                | 3 – 0                                                                      | Lettonia                                                                   | Qual. Mondiali 2026                                                        | -                                                                          | 79’                                                                        |
| 7-6-2025                                                                   | Cornellà de Llobregat                                                      | Andorra                                                                    | 0 – 1                                                                      | Inghilterra                                                                | Qual. Mondiali 2026                                                        | -                                                                          | 64’                                                                        |
| Totale                                                                     |                                                                            | Presenze                                                                   | 84                                                                         |                                                                            | Reti                                                                       | 3                                                                          |                                                                            |

## Palmarès

### Club

#### Competizioni nazionali
- Coppa di Lega inglese: 2

Liverpool: 2011-2012, 2021-2022
- Campionato inglese: 1

Liverpool: 2019-2020
- Coppa d'Inghilterra: 1

Liverpool: 2021-2022
- Community Shield: 1

Liverpool: 2022

#### Competizioni internazionali
- UEFA Champions League: 1

Liverpool: 2018-2019
- Supercoppa UEFA: 1

Liverpool: 2019
- Coppa del mondo per club: 1

Liverpool: 2019

### Individuale
- FWA Footballer of the Year: 1

2019-2020
- PFA Team of the Year: 1

2019-2020